# Irizar
Irizar Group — іспанська автомобільна компанія, що спеціалізується на виробництві автобусів. Штаб-квартира компанії в Ормайстегі, в Країні Басків, Іспанія.

## Опис
Заснована в 1889 році компанія José Antonio Irizar виготовила перші вагони й диліжанси. У 1927 році Irizar випустила першу автомашину, призначену для перевезення 22 осіб. У 1963 році компанія була перетворена в кооператив. У 1990-х роках Irizar почав розширюватися на міжнародний ринок, відкривши заводи в Бразилії, Мексиці, Марокко, Китаї, Індії та Південній Африці. До 2008 року входила в групу Mondragón Corporación Cooperativa. У 2009 році компанія приступила до диверсифікації діяльності, викупивши компанії JEMA (силової електроніки) і Datik (інтелектуальні транспортні системи).
У 2011 році в Irizar зайняті 3380 працівників. Річний обсяг виробництва становив близько 4850 транспортних засобів.

## Продукція

### Сучасні моделі
- Irizar i8: (2015) був представлений 16 жовтня 2015 року.
- Irizar PB: (2001) туристичний автобус довжиною від 12 до 15 метрів в двох висотах: 3,5 м і 3,7 м. У 2012 році був зроблений рестайлінг, додавши хром бар i6, аналогічний зразком з боків, фари і задні ліхтарі були змінені і модель була поліпшена.
- Irizar i6: (2010) туристичний автобус довжиною від 12 до 15 метрів в двох висотах: 3,5 м і 3,7 м. Він є наступником Century.
- Irizar i4: (2007), приміський автобус довжиною від 10,13 до 15 метрів, висотою 3,4 м.
- Irizar i4 LE (2009) доступний довжиною 12,54 м, висотою 3,4 м. Це версія i4.
- Irizar i3: (2012) низькопідлоговий міський автобус, який доповнює асортимент Irizar. Він виготовляється на шасі Volvo, Scania і MAN.
- Irizar Century III: (2004—2015) незважаючи на те, що виробництво цієї моделі Irizar була припинена в 2011 році з приходом i6, дотепер виготовляється в Бразилії, але тільки на замовлення.
- Irizar i2e: (2014 року) 12 метровий низькопідлоговий електробус для міського сектора.

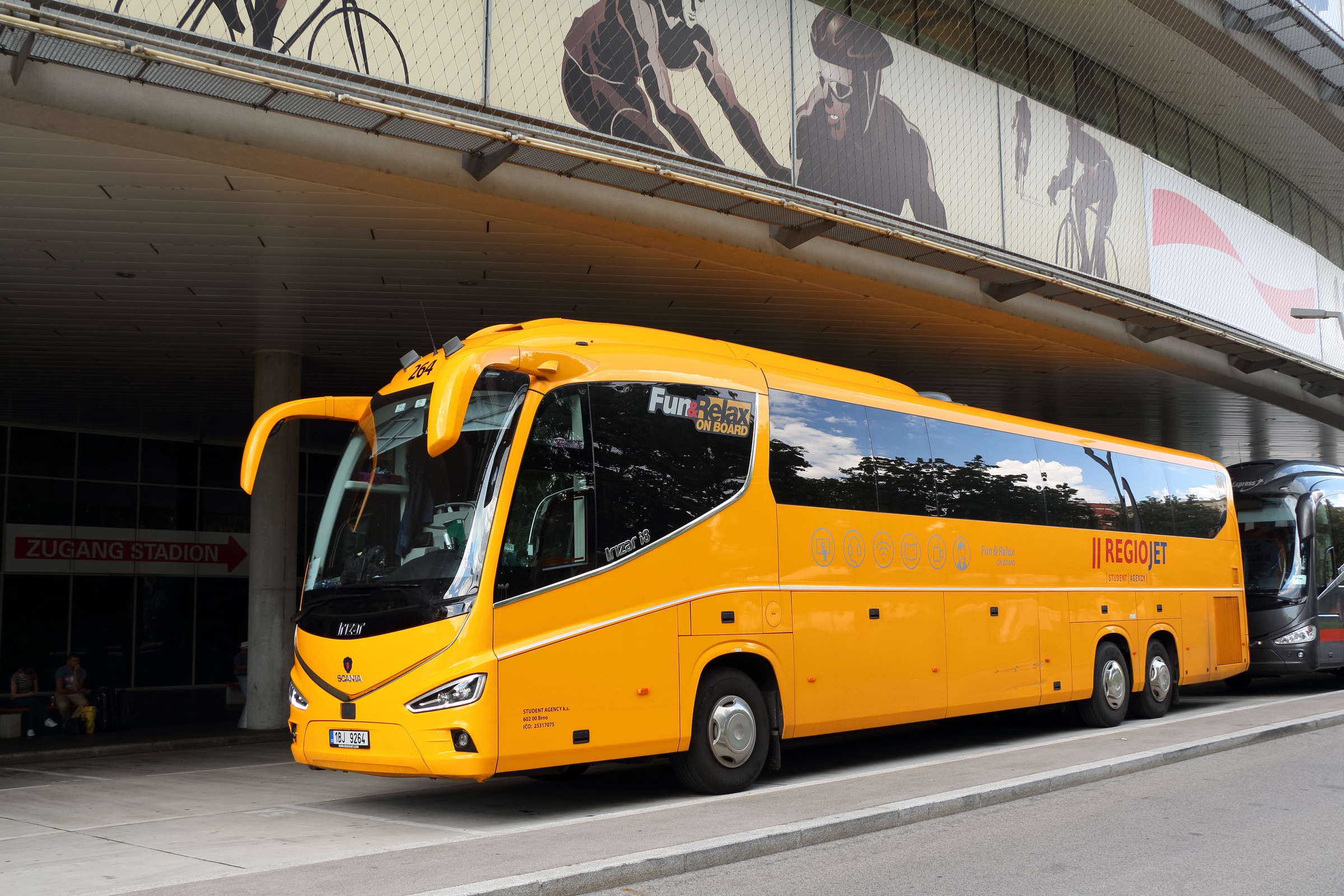
Irizar i8
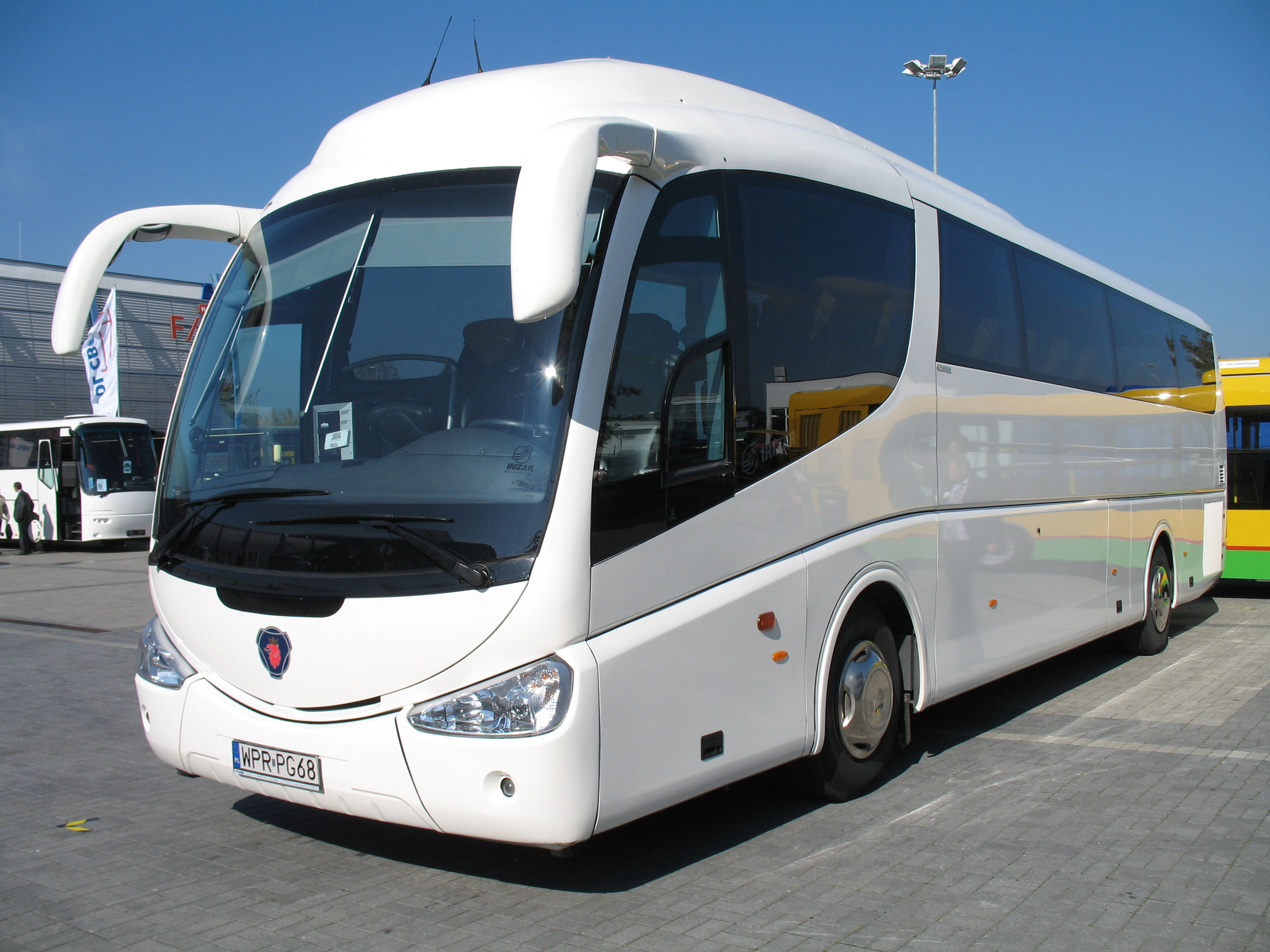
Irizar PB
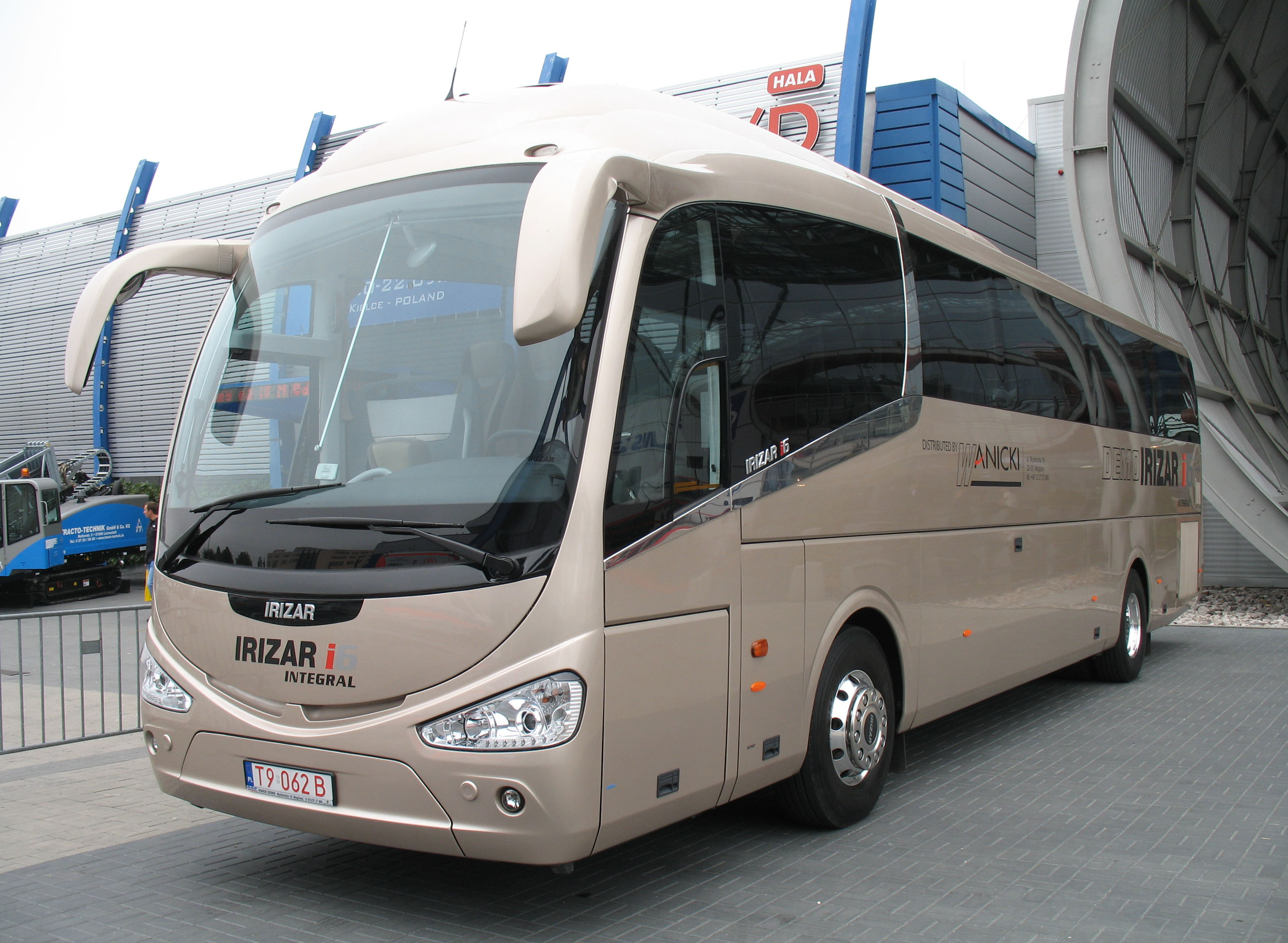
Irizar i6
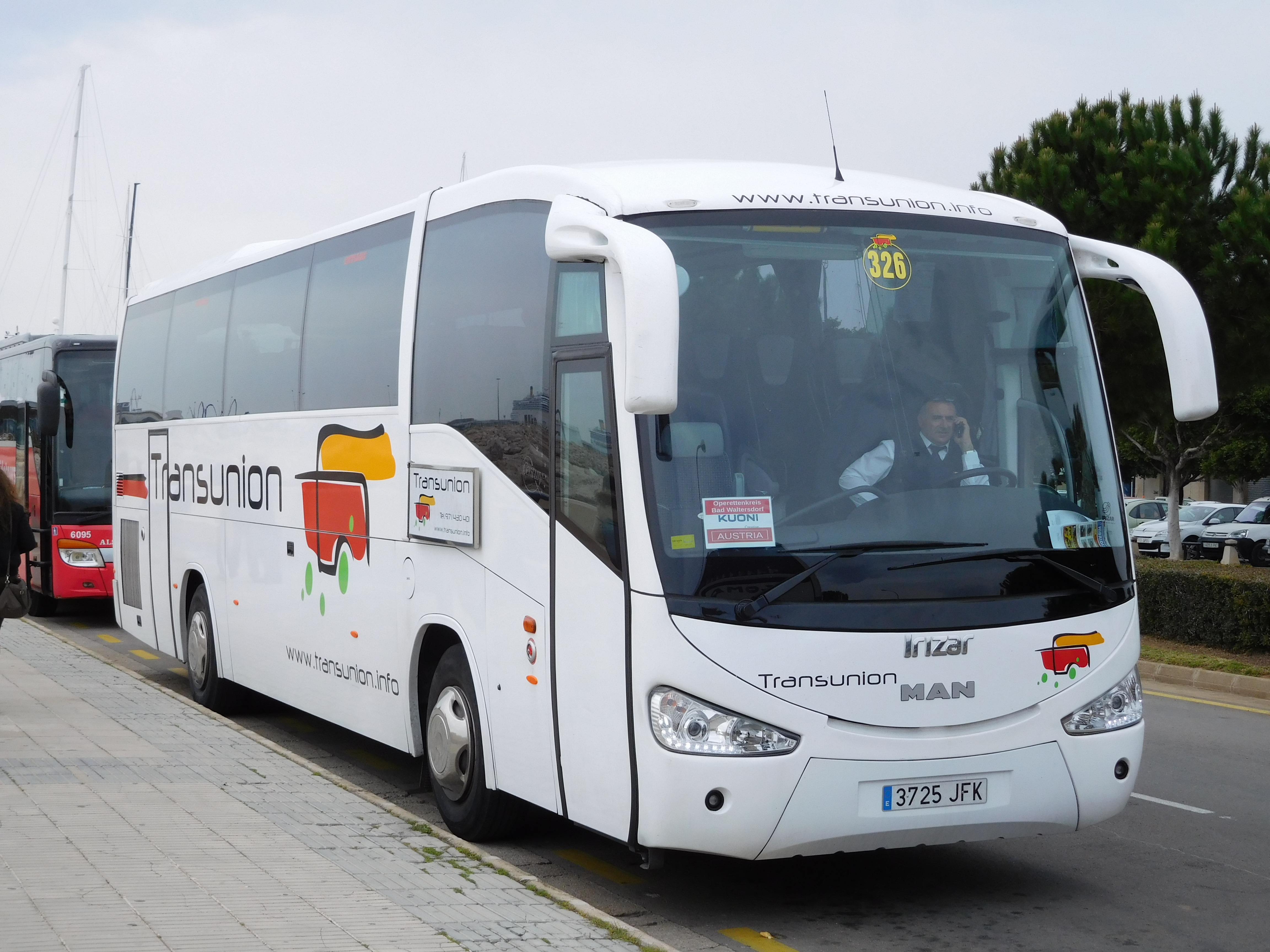
Irizar Century III
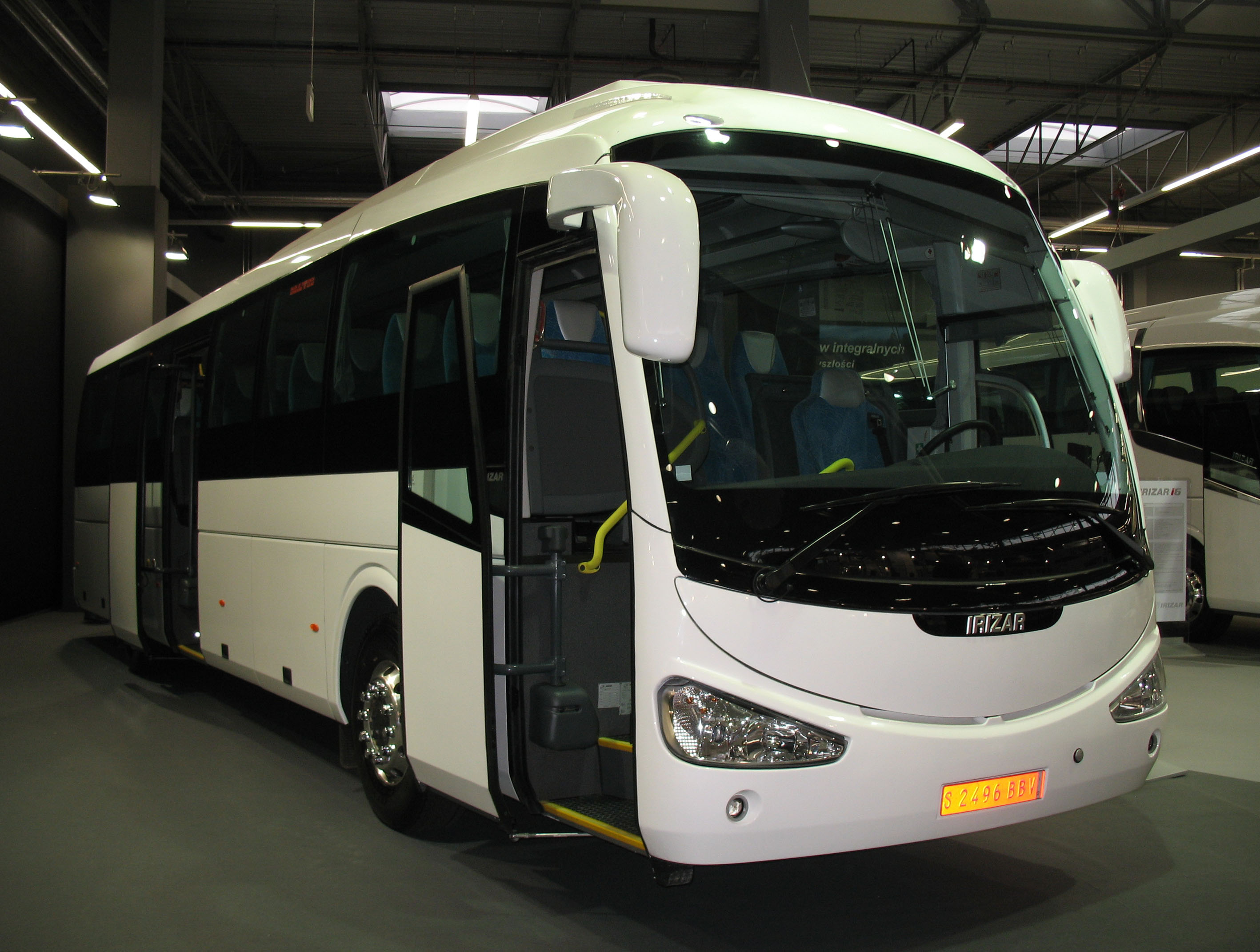
Irizar i4
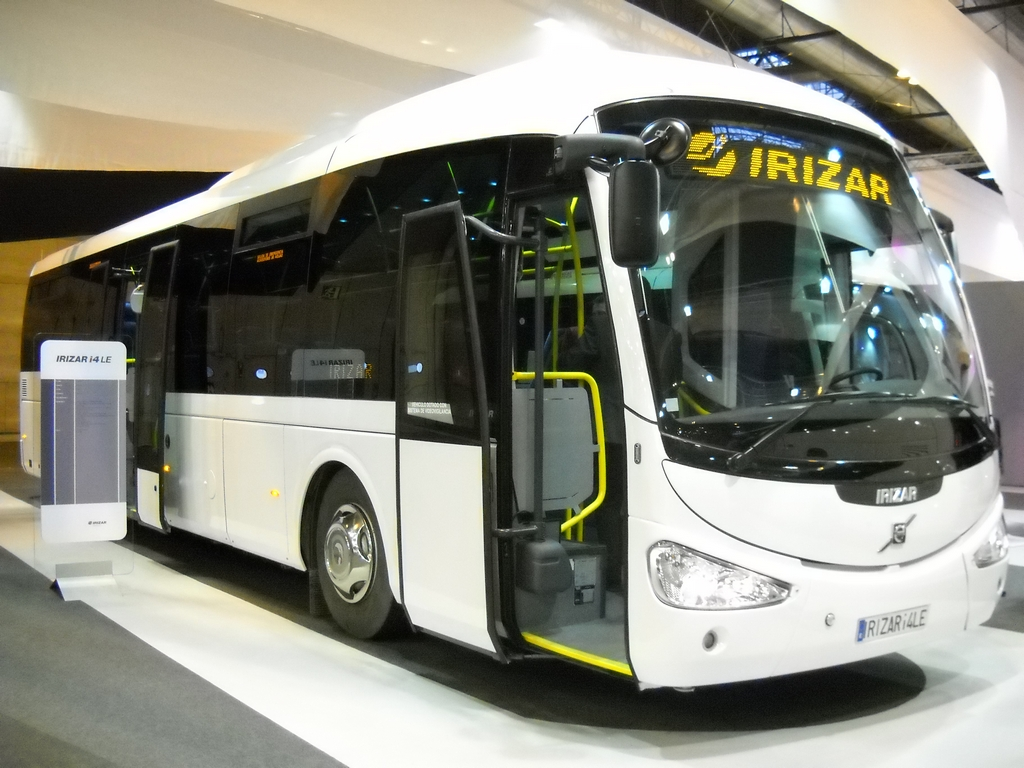
Irizar i4 LE
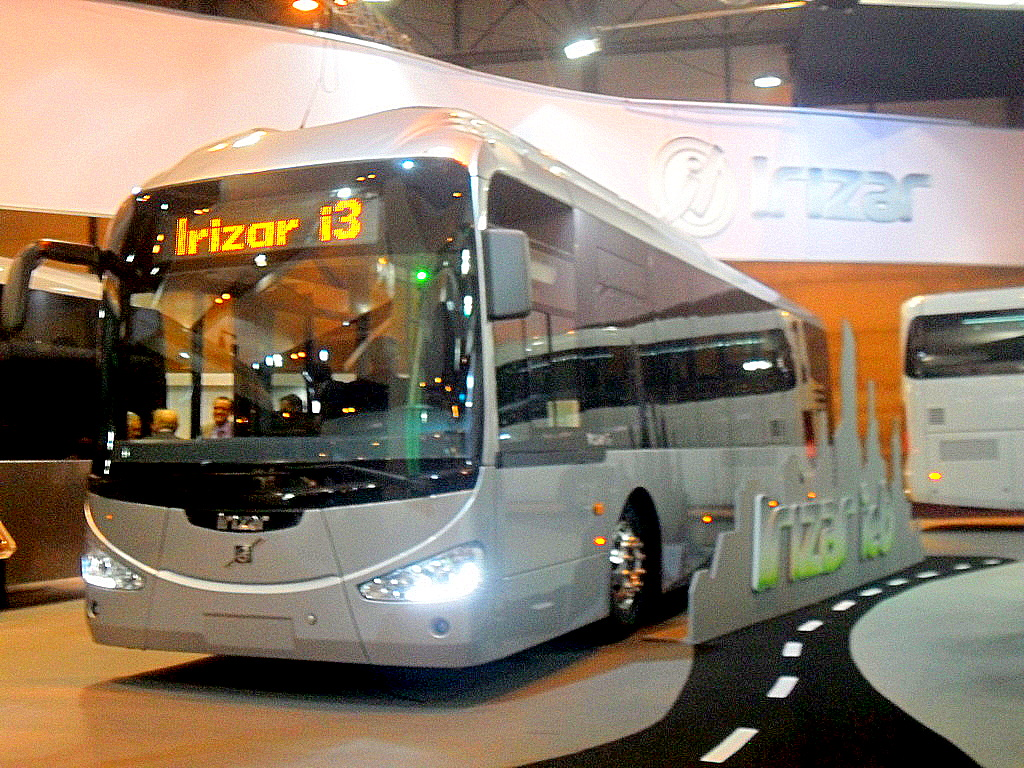
Irizar i3
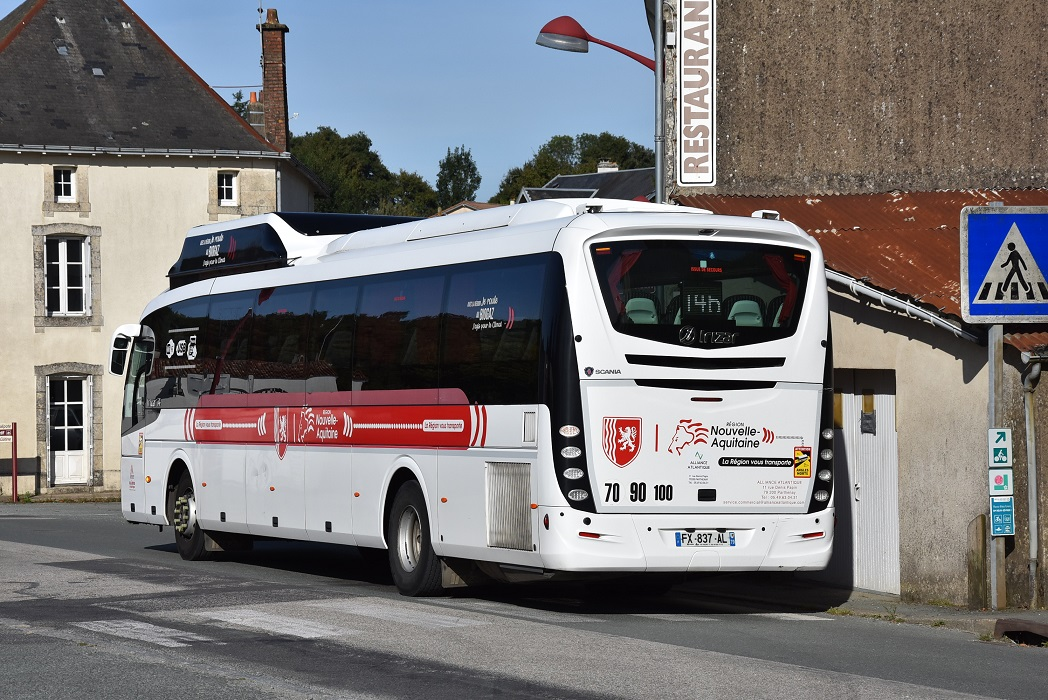
Irizar i4 biogas, Франція

### Історичні моделі
- Irizar Udala
- Irizar Urbia
- Irizar Urepel
- Irizar Urko
- Irizar Pony: версія Everest.
- Irizar Dinam
- Irizar Korosti
- Lamborghini LM002 (1986—1993): кузов і інтер'єр цього 4x4.
- Irizar Dragón DD (1985—1996): двоповерхова версія Everest.
- Irizar Everest (1981—1990): попередник Century.
- Irizar Inter-Century (1995—2007): попередник i4.
- Irizar Century I (1990—1997)
- Irizar Century II (1997—2005)

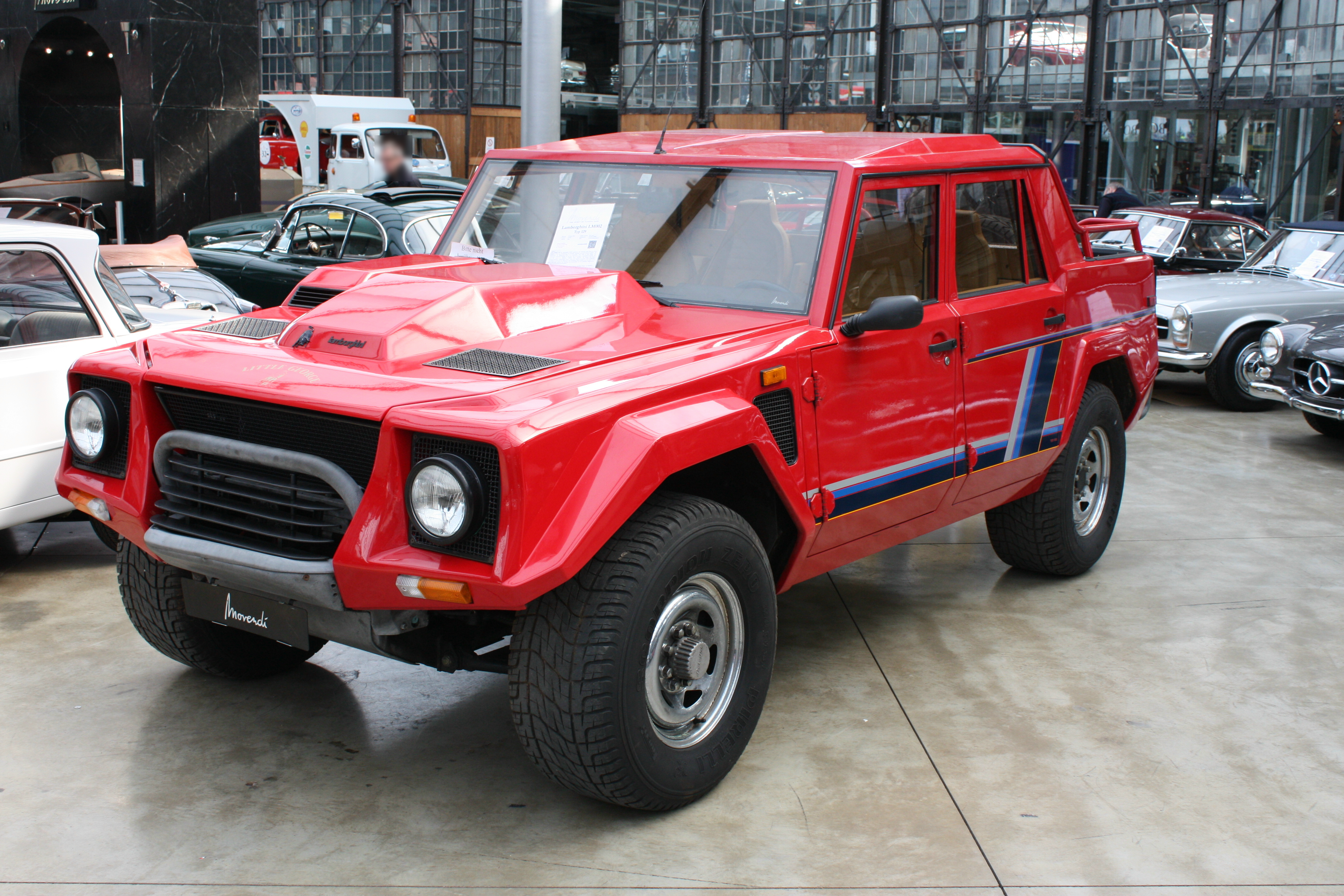
Lamborghini LM002
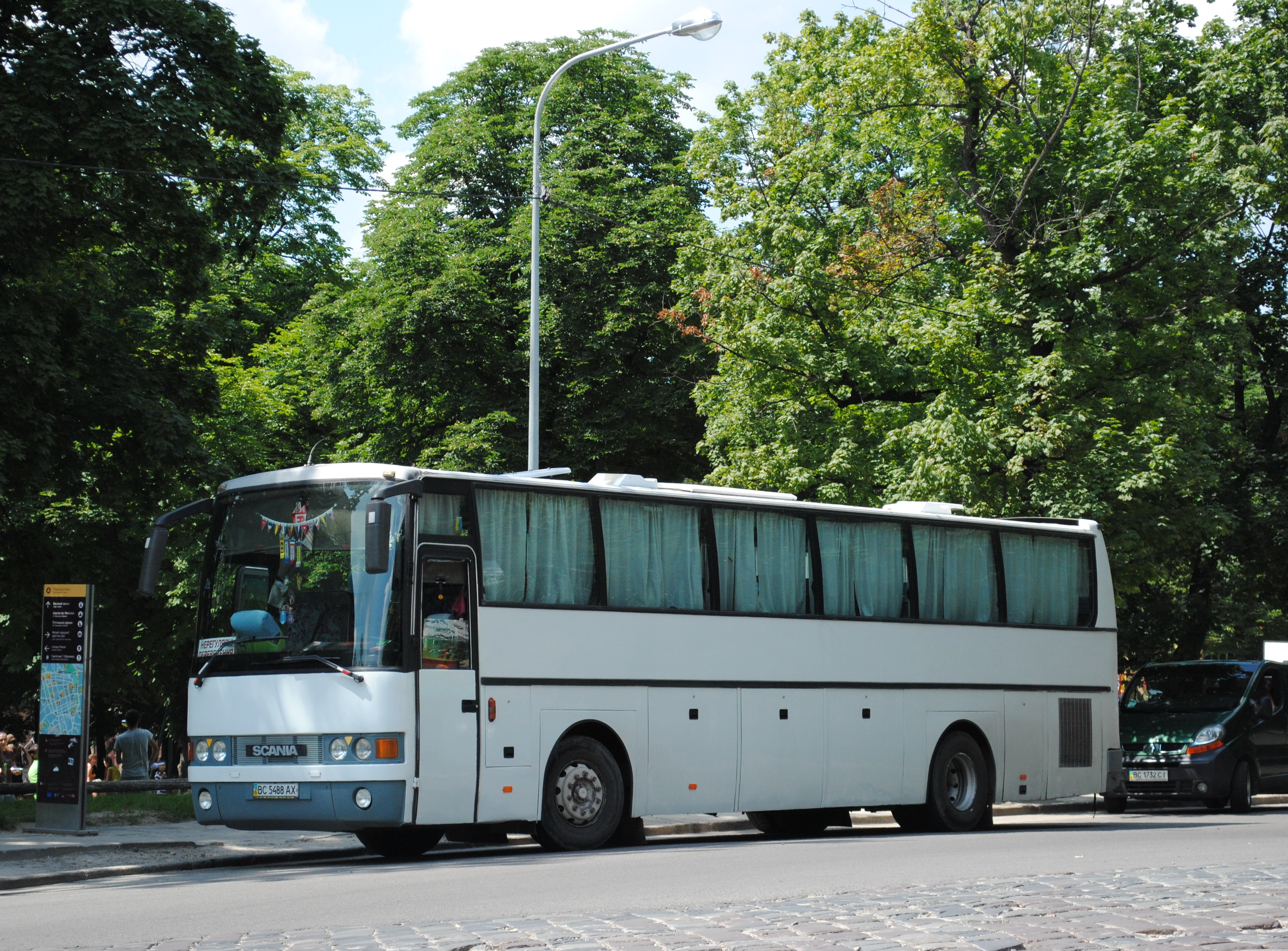
Irizar Everest
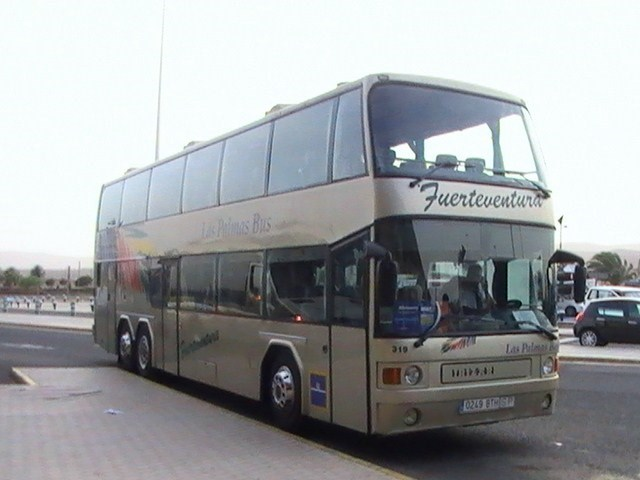
Irizar Dragón DD
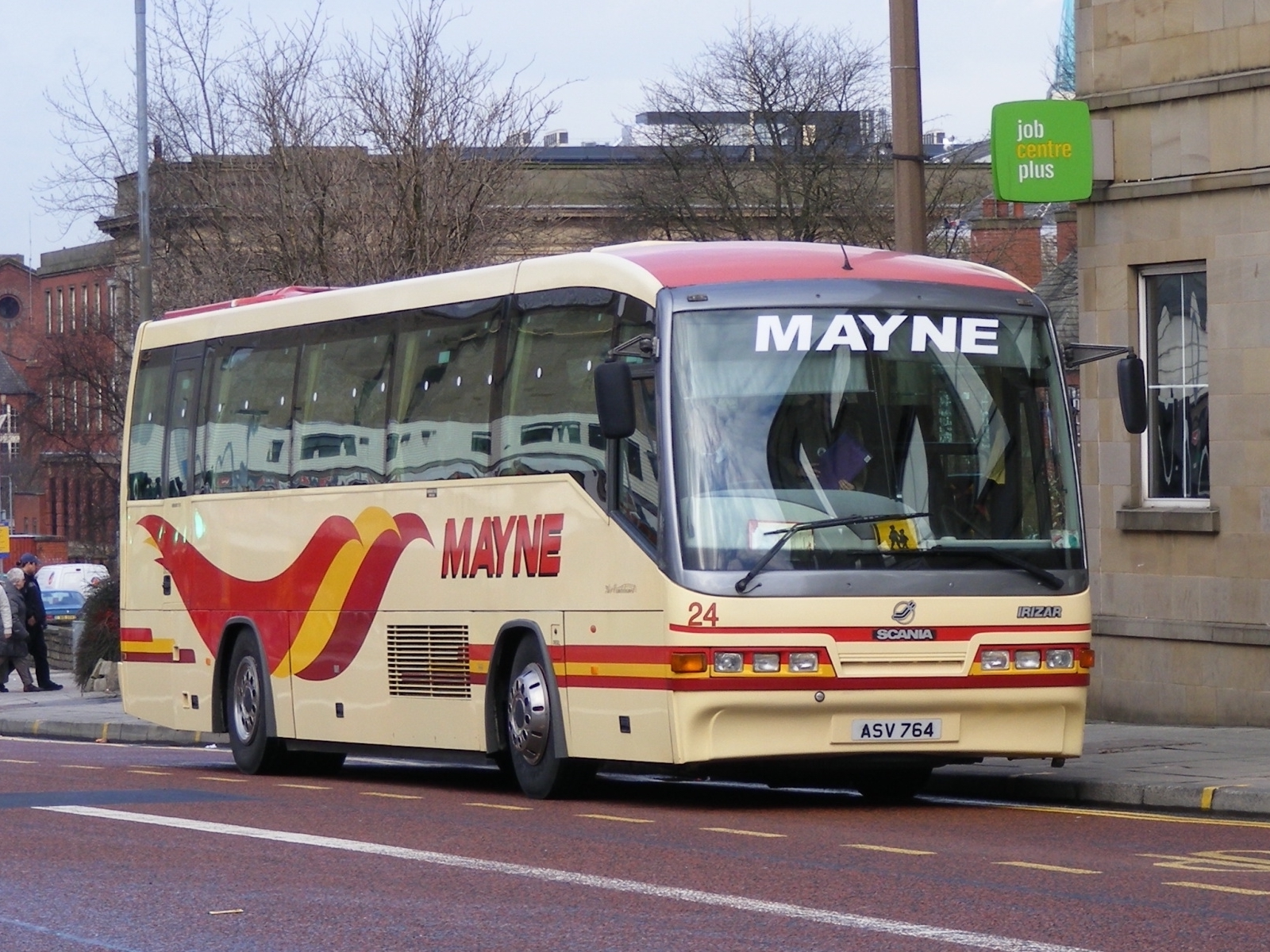
Irizar Inter-Century
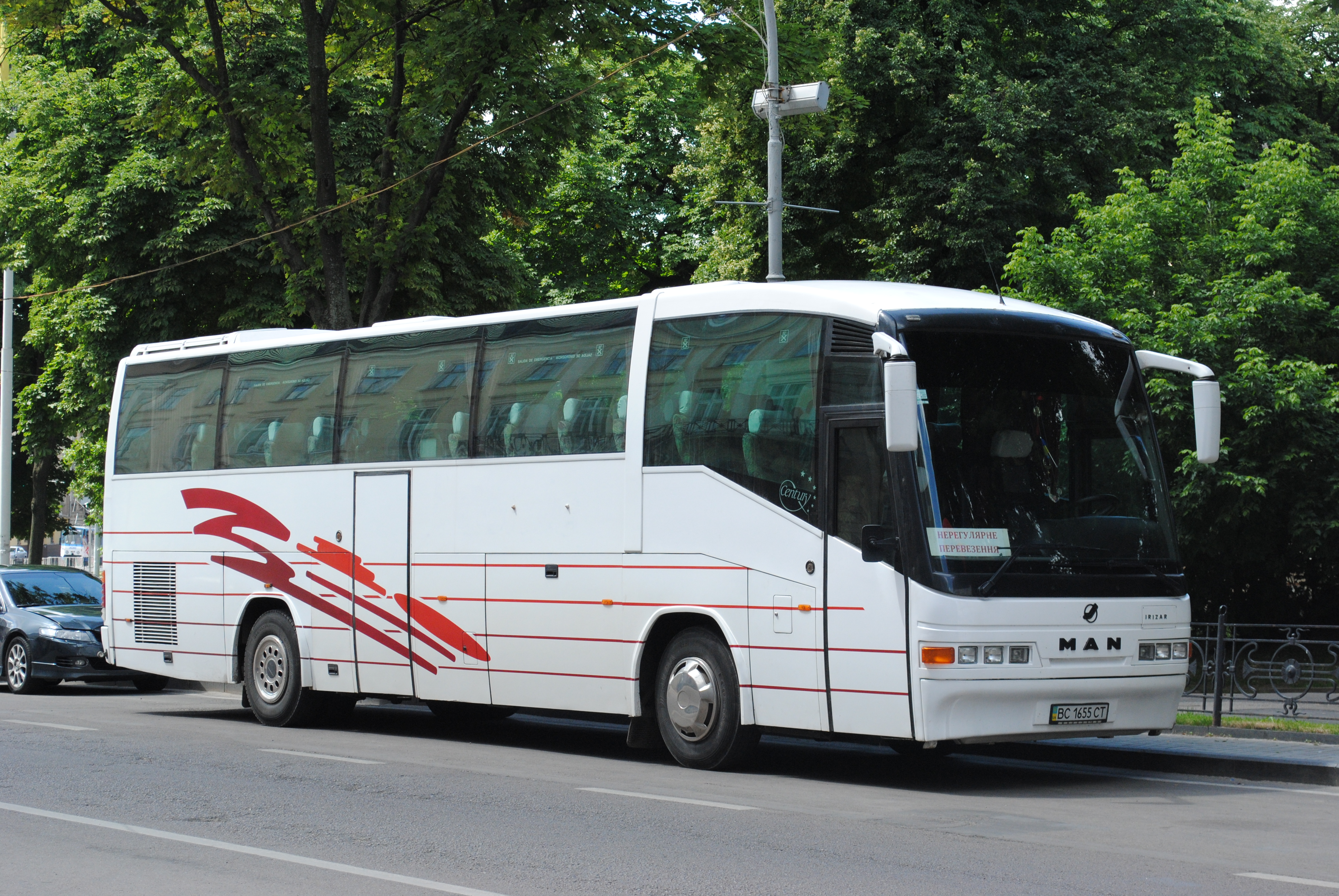
Irizar Century I